# Lošonec
Lošonec es un municipio del distrito de Trnava en la región de Trnava, Eslovaquia, con una población estimada a final del año 2024 de 607 habitantes.
Se encuentra ubicado en el centro de la región, cerca del río Váh (cuenca hidrográfica del Danubio) y de la frontera con la región de Bratislava.

## Demografía
| Año        | 1994 | 2004    | 2014    | 2024     |
| ---------- | ---- | ------- | ------- | -------- |
| Población  | 543  | 522     | 505     | 607      |
| Diferencia |      | −3,86 % | −3,25 % | +20,19 % |

| Año        | 2023 | 2024    |
| ---------- | ---- | ------- |
| Población  | 606  | 607     |
| Diferencia |      | +0,16 % |